# César Pelli
César Pelli (ur. 12 października 1926 w San Miguel de Tucumán, zm. 19 lipca 2019 tamże) – argentyńsko-amerykański architekt (obywatelstwo amerykańskie uzyskał w 1964).

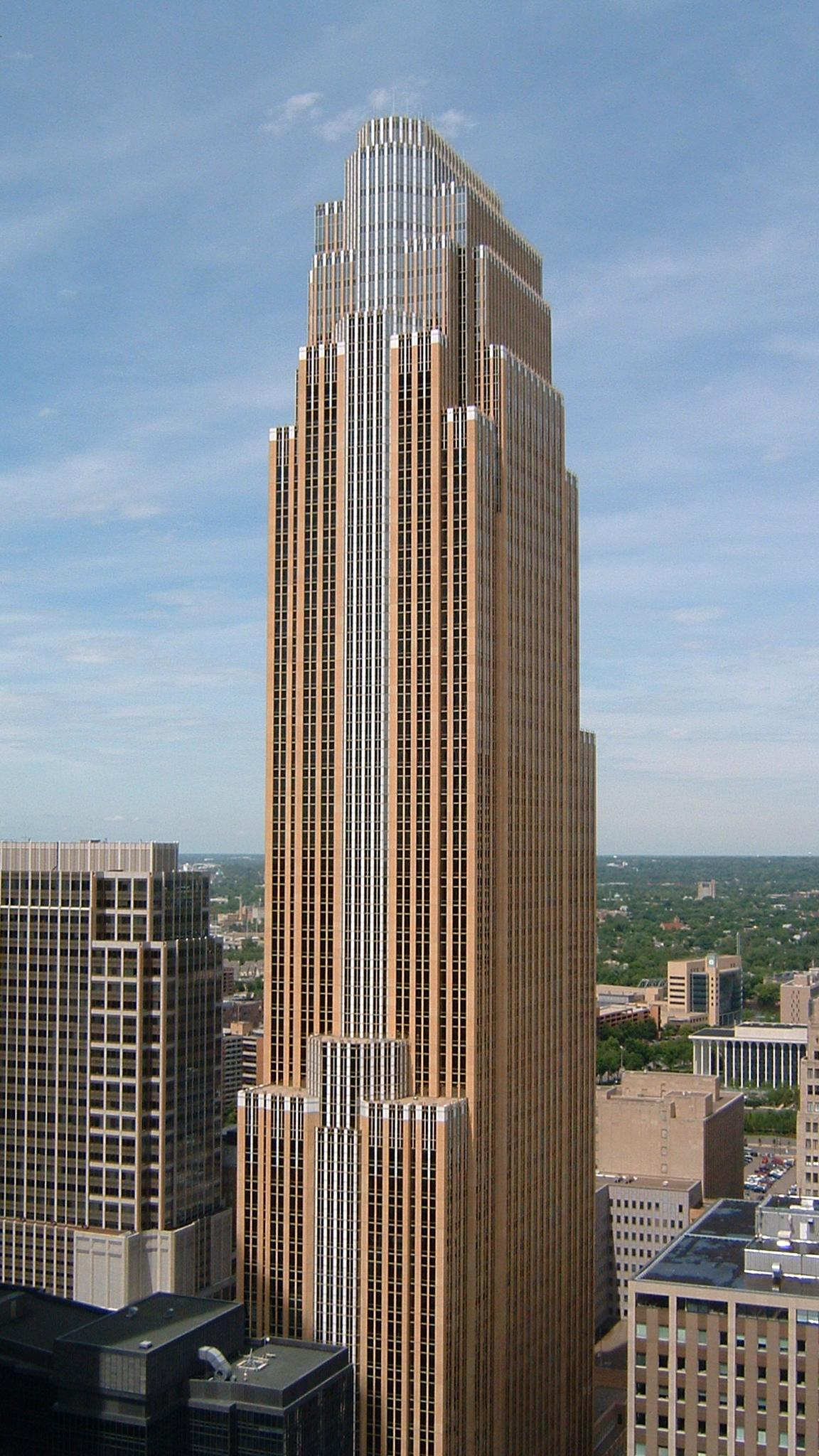
Wells Fargo Center w Minneapolis

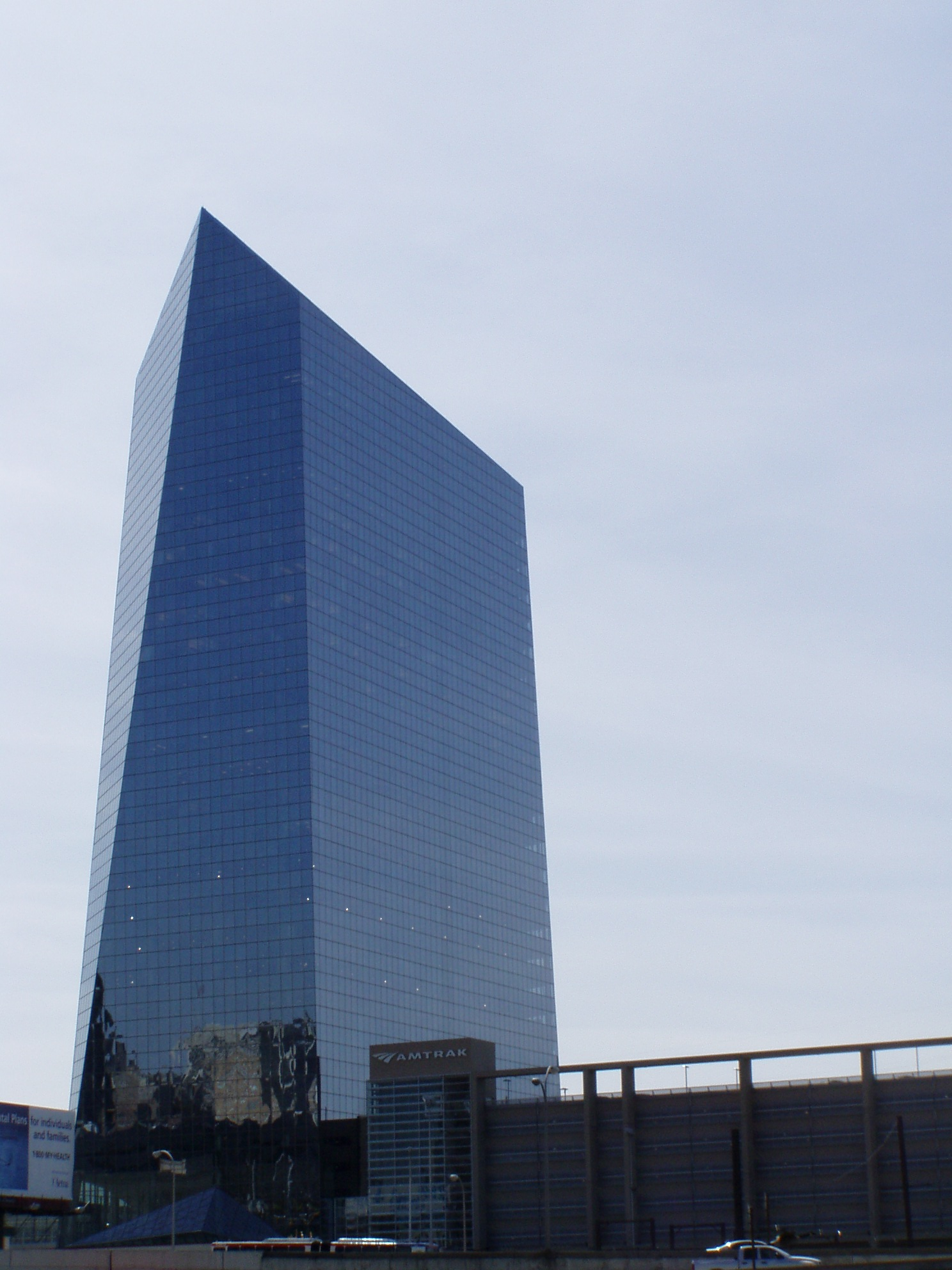
Cira Centre w Filadelfii

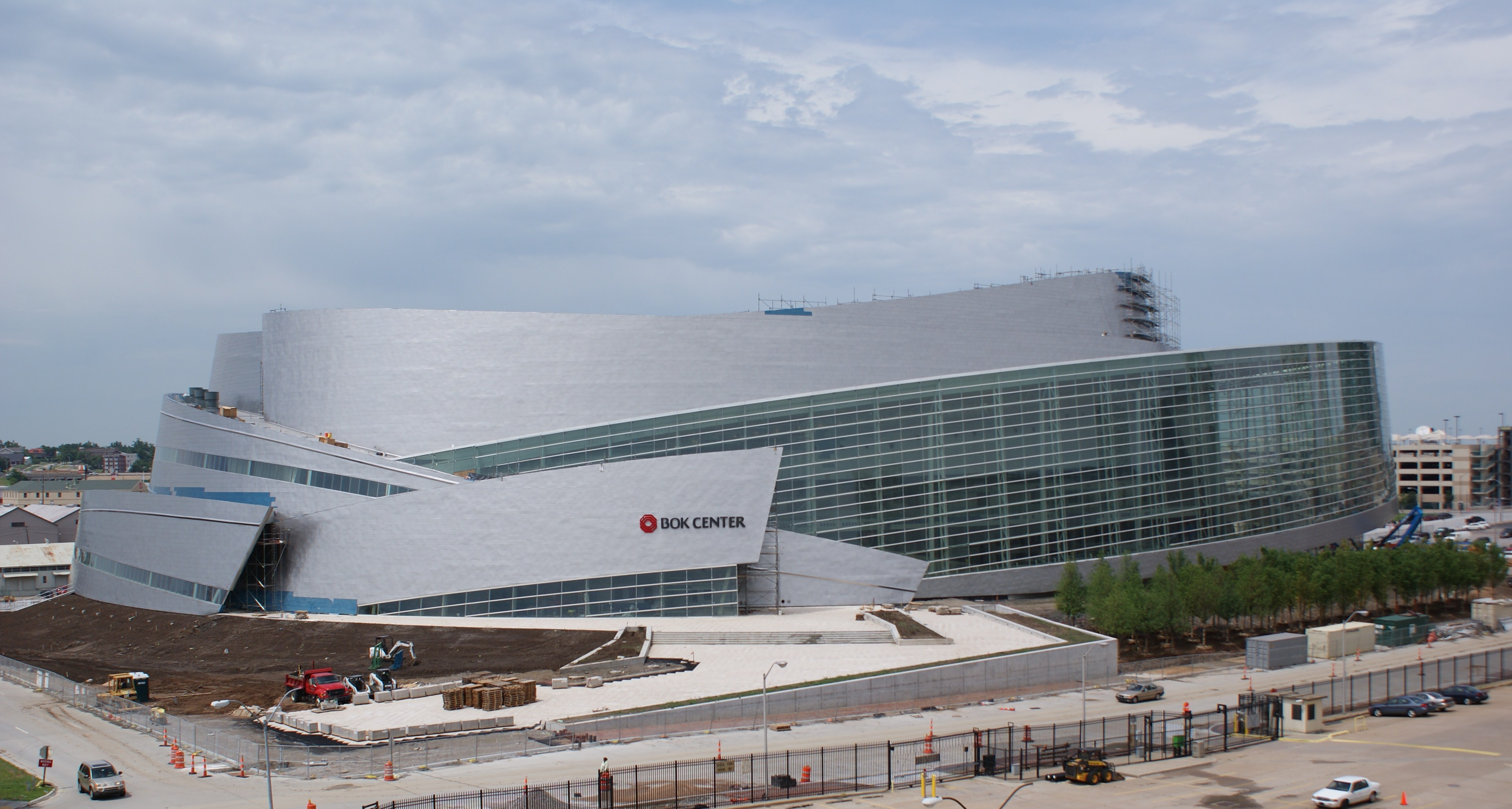
Bank of Oklahoma Center w Tulsie

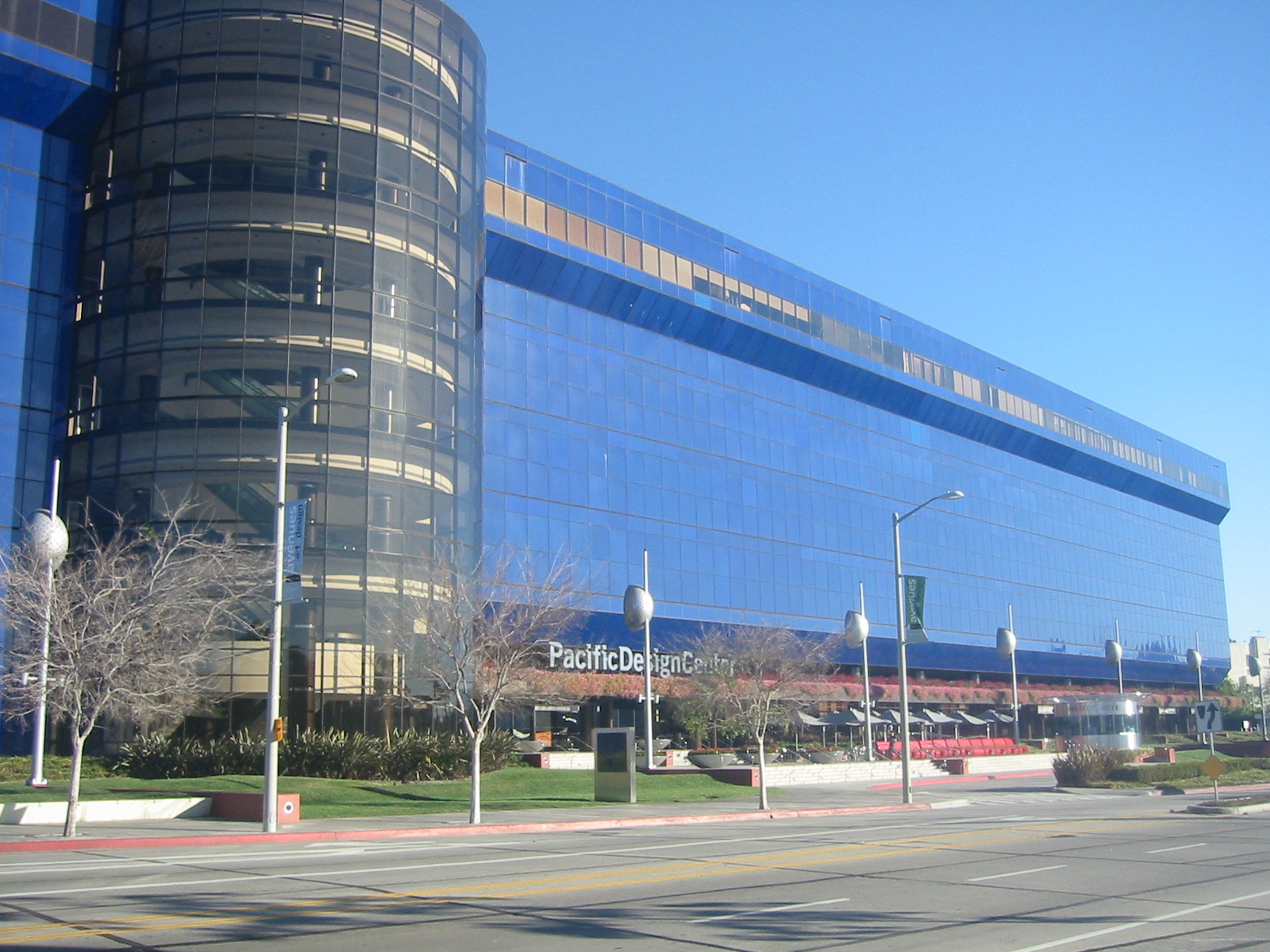
Pacific Design Center w West Hollywood

Studiował architekturę na Narodowym Uniwersytecie Tucumánu. W 1952 wyemigrował do Stanów Zjednoczonych i magisterium z tego przedmiotu zrobił na Uniwersytecie Illinois w Urbanie i Champaign (University of Illinois School of Architecture, w Champaign). W latach 1977–1984 stał na czele wydziału architektury Uniwersytetu Yale. Karierę rozpoczynał w biurze Eero Saarinena. W 1991 American Institute of Architects (AIA) uznał go za jednego z najbardziej wpływowych amerykańskich architektów. Jest laureatem wielu prestiżowych nagród. W 1999 Monacelli Press wydało jego książkę Observations for young architects.
Własne biuro architektoniczne założył w 1977 w New Haven (w stanie Connecticut). Biuro początkowo nosiło nazwę César Pelli & Associates Architects, by w 2005 zmienić nazwę na Pelli Clarke Pelli Architects. Biurem kierują César Pelli, Fred Clarke oraz Rafael Pelli. Dwie siedziby biura to macierzysta w New Haven oraz Nowy Jork (od 2000). Firma zajmuje się projektami na zlecenia korporacyjne, rządowe oraz prywatne.

## Główne dzieła
- 1981–1987 – World Financial Center, Nowy Jork
- 1986 – One Canada Square, Londyn
- 1990 – Carnegie Hall Tower, Nowy Jork
- 1996 – Residencial del Bosque(inne języki), Meksyk
- 1998 – Petronas Towers, Kuala Lumpur
- 2003 – Two International Finance Centre, Hongkong
- 2004 – Goldman Sachs Tower, Jersey City
- 2004 – Narodowe Muzeum Sztuki, Osaka
- 2008 – Torre de Cristal, Madryt
- 2013 – Gran Torre Santiago, Santiago